# Euthalia albinistica
Euthalia albinistica är en fjärilsart som beskrevs av Embrik Strand 1913. Euthalia albinistica ingår i släktet Euthalia och familjen praktfjärilar. Inga underarter finns listade i Catalogue of Life.